# ISVR
| Sigles de 2 caractères   |
| Sigles de 3 caractères   |
| ► Sigles de 4 caractères |
| Sigles de 5 caractères   |
| Sigles de 6 caractères   |
| Sigles de 7 caractères   |
| Sigles de 8 caractères   |

L'Institute of Sound and Vibration Research (ISVR), ou Institut de Recherche sur le Son et les Vibrations, est un établissement de recherche spécialisé dans le domaine de l'acoustique et des vibrations, situé à Southampton, Royaume-Uni. Il fait partie de l'Université de Southampton, et participe à l'enseignement au sein de l'Université, bien que sa vocation première soit la recherche. L'Institut a reçu en 2006 le Queen's Anniversary Prize for Higher and Further Education, récompensant les meilleurs établissements d'enseignement supérieur et de recherche britanniques.
l'ISVR est divisé en quatre groupes distincts:
- Le groupe Dynamique (Dynamics Group), spécialisé dans la modélisation, la mesure et le contrôle des vibrations des structures
- Le groupe Dynamique des fluides et acoustique (Fluid Dynamics and Acoustics Group), comprenant le Rolls-Royce University Technology Centre in Gas Turbine Noise, spécialisé dans trois domaines, à savoir l'aéroacoustique et l'acoustique sous-marine, l'imagerie acoustique et l'acoustique virtuelle.
- Le groupe Sciences humaines (Human Sciences Group). comprenant le Centre de l'Audition et de l'Equilibre (Hearing and Balance Centre) et l'unité de recherche en facteurs fumains (Human Factors Research Unit), spécialisé dans l'effet du son et aux vibrations sur les humains
- Le groupe Traitement du signal et contrôle (Signal Processing and Control Group), spécialisé en acoustique, dynamique, audiologie, et contrôle du son et des vibrations